# El Nacaste
El Nacaste är en ort i Mexiko.   Den ligger i kommunen Tlacotalpan och delstaten Veracruz, i den sydöstra delen av landet, 400 km öster om huvudstaden Mexico City. El Nacaste ligger 3 meter över havet och antalet invånare är 137.
Terrängen runt El Nacaste är mycket platt. Runt El Nacaste är det ganska glesbefolkat, med 45 invånare per kvadratkilometer. Närmaste större samhälle är Cosamaloapan de Carpio, 19,8 km söder om El Nacaste. Trakten runt El Nacaste består till största delen av jordbruksmark.